# ラウター (オーバーフランケン)
ラウター (ドイツ語: Lauter) は、ドイツ連邦共和国バイエルン州オーバーフランケン行政管区のバンベルク郡に属する町村（以下、本項では便宜上「町」と記述する）で、バウナハ行政共同体を構成する。

## 地理
この町は、オーバーフランケン西部、バウナハ川支流のラウター川沿いに位置する。

### 自治体の構成
この町は、公式には6つの地区 (Ort) からなる。このうち孤立農場などを除く集落を以下に列記する。
- アッペンドルフ
- ドイスドルフ
- ラウター
- レッペルスドルフ

## 歴史
1251年の文書の中で、ローマ教皇インノケンティウス4世は、ラウターがミヒェルスベルク修道院の土地であり、権利を有していることを認めている。ラウターはバンベルク司教本部領に属した。トルーエンディング伯は、現在ラウターのシュティーフェンブルク城をその居城としていた。1803年の帝国代表者会議主要決議により、この村はバイエルン領となった。バイエルン王国の行政改革の時代、1818年の自治体令によって現在の自治体となった。

### 人口推移
この地域の人口は、1970年：1,000人、1987年：1,024人、2000年：1,124人であった。

## 行政
首長は、ロニー・ベック (CSU) である。

## 引用
1. ↑  https://www.statistikdaten.bayern.de/genesis/online?operation=result&code=12411-003r&leerzeilen=false&language=de Genesis-Online-Datenbank des Bayerischen Landesamtes für Statistik Tabelle 12411-003r Fortschreibung des Bevölkerungsstandes: Gemeinden, Stichtag (Einwohnerzahlen auf Grundlage des Zensus 2011)
2. ↑  Bayerische Landesbibliothek Online